# 服部正就
服部 正就（はっとり まさなり）は、安土桃山時代から江戸時代にかけての武将。通称は半三（はんぞう）、あるいは源左衛門で、一般に服部半蔵（半三）の名で知られている服部正成の長男。母は徳川家康の家臣である長坂信政の女子と伝わる。正室は松平定勝（久松松平氏）の長女松尾君、子は服部正幸、服部正辰、服部正治。官位は石見守。生年については天正4年(1576年)と永禄8年(1565年)の説がある。

## 生涯

### 家督継承
父である服部正成の病死により、21歳の時、服部家の家督および服部半蔵の名と御先手鉄砲頭、与力7騎・伊賀同心200人の支配を引継いだ。
正室の松尾君は、自身の祖母であり伯父徳川家康の母である於大の方に侍女として仕えていた。松尾の父は家康の異父弟の松平定勝であり、縁組が決まると松尾は家康の養女とされた。松尾との婚姻後、於大の方への返礼のため登城した正就は、家康より秋廣の刀を賜っている。

### 関ヶ原の合戦前後
慶長5年（1600年）、関ヶ原の合戦の前の6月18日、諸大名を動員して上杉景勝討伐に向かう家康が石部宿に到着した。しかし西軍とされた長束正家の策謀を疑い、長束の領地である水口城下を夜間ひそかに通り抜けた際、本多忠勝、渡辺守綱、水野正重らと共に護衛にあたった。正就ら鉄砲頭は火縄に火をつけた臨戦状態で警戒した。
6月22日、正就は上杉景勝の支配する白川小峰城（白河城）に向け派遣された。大田原晴清の援軍として皆川広照、皆川隆庸らと共に下野国の大田原城へ入り、家康より預かった鉄砲の配備し、また宇都宮の守備にあたる。この時、大田原城に運び込まれた鉄砲の数については、史料により「鉄砲100挺」「長筒の鉄砲10挺」「大砲10挺」「大砲15挺」などの差異がある。
9月15日の関ヶ原の合戦の本戦には参加せず、下野黒羽城にて親族の服部保英（伊賀衆100人）、岡部長盛（甲賀衆100人）、黒羽城主大関資増、千本義定（那須衆）と共に対上杉として防衛に籠っている。また、8月中に白河城の偵察に伊賀者を3人送り込み、その報告を検討した上で岡部長盛とともに、徳川方対上杉軍総大将の結城秀康に「速やかに白河城を攻めるべし」と進言したが、秀康は家康から守勢を厳命されていたこともあり、「今は形勢に従う」と沙汰され、白河城攻めは中止となる。
翌慶長6年（1601年）7月、正就は鉄砲3挺と玉薬を城付武具として残し、大田原城を退去し、その後は江戸にて秀忠に仕えた。

### 伊賀同心との確執
服部家には多くの伊賀者が関わっていたことが推察されるが、その中の一つ「伊賀同心二百人組」と呼ばれる組織は服部家の家来ではなかった。彼らの多くは伊賀越えにおいて家康一行を御斎峠まで送り届けた伊賀の地侍とその家族であり、後年、家康は徳川家に仕官を望んだ彼らを徒歩同心の身分で召し抱える事とした。その際家康は「先祖が伊賀の郷士である」という理由で指揮権を服部正成に預けたのだが、彼らは「自分たちは徳川家に雇われたのであり服部氏の家来ではない事、正成の先祖が伊賀を出て三河に住んだ事、伊賀における正成の家格は自分たちよりも下である事」を理由に口惜しく思っており、徳川家からの命令で仕方なく従ったとされる。この確執は、正成の死後、指揮権を引き継いだ正就の代も続いたとみられる。
慶長9年（1604年）、江戸麹町の服部屋敷が江戸城火事の類焼により焼失した。この屋敷の再建の際、普請の手伝いを申しつけられた伊賀同心の一部が「正就の屋敷の普請を自分たちが行うのは道理に合わない」と目安で訴えたため、正就は幕府から詮議を受けることになった。伊賀同心らとしては、自分たちは幕府に召し抱えられたのであり服部氏の家来ではない、服部氏から屋敷再建の手伝いの命を出されたり、手伝わぬことに服部氏から咎を受けたり、知行について指図されるのは筋が通らない、という考えであった。しかし、幕府による詮議の結果「石見守（正就）に理分がある」とされ、伊賀同心達は残らず取り調べられ、目安を投じ徒党を企てた張本人の7人が処罰を受けた。
この伊賀同心達の取り調べの間に、正就の身内に病人が出た。正就は将軍秀忠とのお目見えを控えていたが、密かに見舞いに出かけ、夜更けになり帰宅の途についた。その折、何者かが行きがかりに正就の家来を突き倒し、雑言を吐き刀を抜いて向かってきたため、正就はやむを得ず相手を斬り殺した。その際、相手は伊奈忠次配下の足軽であったことが判明した。翌日、城中に上がった正就は前夜の事件を老中に報告したが、「狼藉者を成敗したのはもっともな事であり、先日の伊賀同心の訴えについても正就に理がある。とはいえ、お目見えの前に関わらず私用で夜間に外出したことは落ち度である」と沙汰され、12月2日に改易を申しつけられた。
なお、改易の時期については慶長9年ではなく「慶長10年（1605年）」としたものや「慶長10年（1605年）2月に服部石見が江戸衆鉄砲奉行として将軍上洛に供奉し、同年12月に改易」とした史料もあるが、正就の子孫である大服部家・小服部家の家譜を始めとする「慶長9年改易」と記した史料には上洛供奉の記述はなく、一部の史料中においてもその点が指摘されている。
「服部石見」の名は服部家の家督を継承し服部半蔵を務める者が代々名乗ることから、慶長10年の上洛に供奉したのは正就の弟である服部正重の可能性もあり、今後の研究が待たれる。

### 蟄居
慶長9年12月の改易後、正就は舅である松平定勝の預かりとなり、妻子と共に定勝の所領の遠江国掛川へ移り蟄居となった。この間、正就は松尾との祝言の際に家康から贈られた秋廣の刀を掛川の神社に納めている。
慶長12年（1607年）松平定勝の伏見城代就任に伴い、正就も伏見へ同行し蟄居を続け、許されて定勝に仕える身となった。

### 大坂の陣
慶長19年（1614年）、大坂の陣が始まると、正就は軍功に励み己の不始末を詫びて働くことで挽回したい旨を松平定勝に訴え、徳川軍の越後高田藩主松平忠輝（家康息）の陣中に加わった。忠輝の陣に着くと正就は「某が御先手を仕る、不調法を詫びるべく一命を果たして仕える」と願い出、これが聞き届けられた。
翌年の慶長20年（1615年）5月7日、家臣の長嶋五左衛門を伴い天王寺口の戦いに赴いた正就であったが、戦の最中行方不明となる。正就や従者、家臣は全て討死したとみられ、彼らの遺体は見つからず、妻子らは戦死の報のみを知らされた。戦の後、遺体がないまま紀州高野山山中成源寺（現在は廃寺）にて葬儀が行われ、法号は「了義院殿前石州禅室参公大居士」とされた。法号のみ伏見の三宝寺に残されているが、墓や供養塔はないという。
正就の死後、幼い息子達は母の松尾とともに定勝夫婦のもとで養育され、成長した後は松尾の弟であり桑名藩主となる松平定綱に仕えた。

### その後の服部家
正就の改易（慶長9年12月）あるいは討死（慶長20年5月）により弟の服部正重(伊豆守)が服部家の家督を継ぎ、服部石見守半蔵を襲名した。
正重が家督を継いだ時期は不明であるが、「大久保長安に預けられた後、上意により長吉から半蔵と名乗り、また伊豆守を名乗った」という記録があり、また佐渡島周辺の寺社には「服部半蔵が金山同心を務め屋敷と領地があった」との伝承が残る。さらに正就が改易され掛川へ移った後の慶長10年2月、徳川秀忠の上洛に従った家臣の中に鉄砲奉行として服部石見守半蔵の名が記されているため、正重が家督を継承した時期は正就の改易及び蟄居の前後、慶長9年～10年頃と推察される。
正重は初め秀忠の小姓や家康の近侍を務めており、関ヶ原の合戦後は幕臣である大久保長安の娘婿となっていた。
慶長8年、長安が佐渡奉行に任命されると、正重は金山同心として慶長9年頃には佐渡島湊（現在の両津市）に居住・執務し、長安と共に金山政策を行っていた。
慶長18年（1613年）長安の死去に伴い大久保長安事件が起こると長安の一族は失脚し、関係者や縁者らが次々と処分されたが、正重は長安の娘婿という極めて近い立場であるにもかかわらず「関わりなし」として咎を受けなかった。しかし、幕府の目付の訪問を佐渡で待てという命に反し、対岸の本土である越後国出雲崎で出迎えた事を咎められて改易となり、越後国村上藩主の村上義明（村上頼勝）に身柄を預けられた。以後29年を正重は村上藩に仕える事となる。その後、村上義明の子である村上忠勝が改易され、代わって堀直寄が村上藩主になると正重も堀家に預け替えとなり、堀家に二千石（または三千石）という厚遇で仕えた。寛永19年（1642年）、堀直定の夭折により堀家は断絶、村上藩が一時廃藩になると正重も暇を出され、浪人となった正重は息子らと共に甲州へ移り住んだ。
5年後の寛永24年（1647年）、甲州で蟄居していた正重のもとを、正就の家臣であり大坂の陣で共に討ち死にした長嶋五左衛門の子である同名の五左衛門が訪れる。五左衛門は正就と松尾の次男服部正辰の家臣であり、正辰は叔父にあたる正重の消息を探し当て、五左衛門を遣わせたのであった。桑名へ招かれた正重は高齢にもかかわらず、桑名藩主・松平定綱（定勝の子）に二千石の上席年寄という破格の身分で仕える事となった。この時すでに、正就の妻である松尾と、正就の長男である正幸は他界していた。また、正重の長男服部正吉、次男の服部七郎衛門も千石の部屋住みとなり、定綱に仕えた。以降、服部半蔵家は桑名藩の家老職家（大服部家）として存続する。その後、大服部家は明治時代まで続き、桑名藩家老であった十二代服部半蔵正義は三重県の区長等を務め、県の発展に尽くした。
正就の妻の松尾が桑名藩主松平定綱の姉である事から、正就の子・正辰らもまた桑名藩に仕えた。この家系は小服部家と呼ばれ、血統により藩主一族の扱いを受け、前述の服部半蔵家（大服部家）以上に優遇されていた。
松尾と正辰の墓、正重ら服部半蔵家（大服部家）の墓は桑名にあり、正辰に続く小服部家の墓は桑名の他、藩家老を務めた今治と松山にある。

## 晩年の異説
伊賀同心の支配役が改易・蟄居の後、戦場で行方不明になった事から、異説も生まれている。
1. 幕府に殺される事を知った正就と郎党は事前に画策し、大坂夏の陣の折、戦場の混乱に紛れて脱出した。彼らは伊賀国花垣荘与野庄の千賀地谷にて服部氏の庇護のもと隠れ住み、正就は服部氏・保田氏の縁戚に当たり上嶋氏嫡流でもあった花垣柏尾城主・本田武兵衛安房守栄斉（よしなり）とその妻である千賀地則直女子の娘を娶り、服部保良、服部保久、服部保蔵、服部弥三左衛門の4人の男子をもうけた。幕府による逃亡者狩りが収まった頃、正就は上嶋景保の家（舅である本田栄斉の妹の家）に長男の保良を託すと、妻子や郎党と共に密かに伊賀を出立した。伊賀を出た後、一行は服部氏・保田氏の縁戚を頼り越前・越中を経て越後村上藩へのがれた。途中、正就は彼らを手助けした保田宗永（紀州保田長宗の分家）のもとに次男の保久を託し、同地にて定住を選んだ郎党達と別れた。正就は妻、三男保蔵、幼児であった弥三左衛門のみを連れ、郎党らの住む場所からも離れた手つかずの荒地にたどり着くと「マサチカ」と名の読み方を変え一家で開拓を始めた。彼らが住んだのは複数の藩の領地が入り組み、幕府の追跡が及びにくい土地であった。やがて周辺の農民も開拓に加わり村が作られたという。正就は慶安4年（1651年）9月20日に75歳で没し「慈天法性院暁信日道大居士」の法号で付近の菩提寺に葬られた。のちに三男の保蔵が家督を相続し、藩より騎馬帯刀を許されて庄屋を務めたという。四男の弥三左衛門の家は四代後に江戸へ出て後、消息不明となった。越後において正就は、父正成が小田原の役より旗指物に用いた矢筈車を家紋として定めた[25][28][29]。
2. 伊賀へと逃げ延び与野の地にて妻子とともに隠棲していた正就は、あるとき僧の姿に変装して一人で姿を消した。(伊賀の伝説)
3. 大坂の陣で武勲を立てて再び幕府に召抱えられる事で、自分達に言い掛かりを付けて処罰しにかかろうとすると勘繰った伊賀の同心達によって暗殺された。

等の説がある。

## 笹寺の事件
寛保元年（1741年）に成立した「武徳編年集成」以降の史料から「服部正就の改易は笹寺で起きた伊賀同心の立て籠り事件と、それに伴う逃亡者の誤認斬殺事件が原因である」との記述が見られるようになり、現代においてもしばしば娯楽作品の題材とされてきた。しかしながら、武徳編年集成以前の史料や正就の次男が幕府へ提出した訴状の内容とは大きく異なる事や、歴代の半蔵の中に幕府を追われた正就と服部家の不遇を「都を追われた菅原道真」になぞらえた詩を遺した者（服部正賢）がいる事などからも、正就以降、久松松平家に仕えた大小服部家では「正就は無実の罪である」と強く考えられてきた事がうかがわれる。
伊賀同心の立て籠り事件と正就の関わりについて武徳編年集成以降の史料の内容は共通し、概ね以下のように記述されている。
『徳川家から指揮権を預けられたに過ぎない配下の伊賀同心を、さながら自分の家来であるかのようにふるまった。私的な自宅の修繕までも申し付け、従わない者は扶持米を差し押さえるなど手ひどく扱った。そのため伊賀同心達は反発し、慶長10年（1605年）12月、200人の伊賀同心が棒目安を掲げて奉行所へ訴えた後、四谷長善寺（笹寺、あるいは鮫河橋の寺院）に武装して立て籠り、正就の解任と与力への昇格を要求する騒ぎに至った。このため幕府は、同心に非はなく正就に問題があったとして立てこもった者を解放し、要求通り正就の伊賀同心二百人組頭の役を解き、新たに四人の組頭を置いた。
正就は伊賀同心を逆恨みし、幕府に対し立て籠りの首謀者10名の死罪を要望した。新たな組頭らは首謀者10名を捕らえたが、そのうち2名の者が逃亡し江戸市中に潜んだ。正就は彼らを探していたが、あるとき「逃亡した同心の一人が門前を通る」との報を聞き、門前で待ち伏せた所それらしき人物が通りかかったため、白昼に背後から斬り捨てた。しかし、斬り捨てたのは伊賀同心と全く関わりのない別人であり、当時の関東総代官・伊奈忠次の家の者である事が分かった。正就は伊奈に対し、見誤って人違いで斬ったと陳謝したが許されず、当時頻発していた辻斬り事件の影響もあり、江戸市民に正就が辻斬りの犯人であるという噂を立てられたため、これを重く見た幕府より改易蟄居を命じられた。』
しかし、笹寺の立て籠り事件を詳細に描写したこれらの史料の多くは事件から100年以上経過した後に編纂されたものである事や、逃亡した同心を発見した正就の心情や表情、斬殺の様子まで細かに書かれている創作的表現のものもあり、全て真実とみるには疑わしい。江戸城に極めて近い笹寺に武装した数百人の伊賀同心が立てこもる騒ぎは幕府に対する反乱ともとられかねず、白昼の市中で大身旗本が斬殺事件を起こす事など当時の江戸においては大きな事件であったとみられるが、武徳編年集成以前の寛永後期に成立し江戸市中の出来事などを記録した「(慶長)見聞集（三浦浄心）」や、1624～1644年成立の「当代記」、1663年に正就の子である正辰によって幕府に提出された「服部源右衛門訴詔覚」等には見られない記述であり、正就の改易に至る経緯が大きく異なる。
また、伊賀同心が立て籠ったとされる笹寺の寺史にはそのような立て籠もりは記録されていないという一方で、「伊賀者由緒」を始めとする一部の由緒書には「30人ほどの伊賀者が四谷長善寺に集まったのち、中野にいた将軍秀忠の前へ出て直訴に及んだ」という通説とは異なる言及がなされている。事件の内容が全て真実であるのかは現在も判明していないため、今後の研究を待ちたい。

## 正就の武具
正就が父正成より受け継いだとされる武具や感状などのほとんどは慶長9年の江戸城火災による屋敷の類焼や改易、大坂の陣の混乱等により失われた。
唯一残るものとして、東京国立博物館に「服部半蔵正就」の名を刻んだ関兼久の大身槍が所蔵されている。
- 相州秋廣の刀（年月・所在不明）松尾との祝言の折に家康から贈られ、改易後は掛川の神社に収められた。[1][3][4]
- 東京国立博物館：槍＿銘濃州関住兼久作＿永禄五年五月吉日＿服部半蔵正就

## 登場する作品
フィクション作品においては半ば架空人物の「服部半蔵」として登場することが多い。ここでは「服部正就」として登場するものを記す。
- 『最後の伊賀者』（司馬遼太郎、短編小説）
- 『徳川秀忠』（戸部新十郎、小説）
- 『兵馬地獄旅』（横山光輝、漫画）：